# Koltxúguine (Crimea)
|  | Per a altres significats, vegeu «Koltxúguino». |

Koltxúguine (en rus: Кольчугине) és un poble de la República Autònoma de Crimea a Ucraïna, que el 2021 tenia 4.224 habitants. Pertany al districte de Simferòpol.